# 大孟街道
大孟街道，是中华人民共和国河南省郑州市中牟县下辖的一个乡镇级行政单位。

## 行政区划
大孟街道下辖以下地区：
大孟村、朱大汉村、王林庄村、大衡庄村、李小安村、大庙李村、沙岗王村、湾张村、彦岗村、郑岗村、信王村、土寨村、毛拐村、崔庵村、芦岗村、枣林朱村、万胜村、草场村、李南溪村、大吕村、吴庄村、洪岗村、阎堂村、邱堂村、余庄村、茶庵村、大韩庄村、岩庄店村、岗头桥村和新郑岗村。